# 83. ceremonia wręczenia Oscarów
83. ceremonia wręczenia Oscarów za rok 2010, nagród przyznawanych przez Amerykańską Akademię Sztuki i Wiedzy Filmowej, odbyła się 27 lutego 2011 roku w Kodak Theatre w Hollywood. Ceremonię w USA transmitowała stacja ABC Network.
O nominację do nagród ubiegało się 248 filmów z całego świata. Nominacje do nagród ogłoszone zostały dnia 25 stycznia 2011 o 5:30 czasu miejscowego (14:30 czasu polskiego), przez prezydenta Akademii Toma Sheraka oraz przez towarzyszącą mu Mo’Nique, zeszłoroczną laureatkę Oscara.
29 listopada 2010 poinformowano, iż współprowadzącymi 83. ceremonię wręczenia Oscarów, będą aktorzy James Franco i Anne Hathaway.
Same nagrody wręczali m.in. Halle Berry, Jeff Bridges, Sandra Bullock, Marisa Tomei, Oprah Winfrey, Hugh Jackman, Robert Downey Jr.

## Nominacje

### Filmy
Najwięcej nominacji do 83. ceremonii, otrzymał film Jak zostać królem w reżyserii Toma Hoopera, który łącznie ubiegał się o dwanaście nagród. Dziesięć nominacji otrzymał film braci Coen Prawdziwe męstwo, natomiast po osiem nominacji otrzymały dwa filmy: The Social Network Davida Finchera i Incepcja Christophera Nolana.
83. ceremonia jest drugą ceremonią, na której przyznaje się dziesięć nominacji w kategorii najlepszy film, od czasu gdy Akademia Filmowa w czerwcu 2009 roku ogłosiła taką zmianę (do tego czasu przyznawano pięć nominacji). O nagrodę w kategorii najlepszy film w tym roku ubiegały się następujące filmy: 127 godzin Danny’ego Boyle’a, Czarny łabędź Darrena Aronofskiego, Do szpiku kości Debry Granik, Incepcja Christophera Nolana, Fighter Davida O. Russella, Jak zostać królem Toma Hoopera, Prawdziwe męstwo Joela i Ethana Coenów, Wszystko w porządku Lisy Cholodenko, The Social Network Davida Finchera i Toy Story 3 Bradleya Raymonda i Lee Unkticha.
Podobna sytuacja miała miejsce przed rokiem, kiedy to film Odlot został nominowany zarówno w kategorii najlepszego filmu jak i najlepszego pełnometrażowego filmu animowanego. Toy Story 3 jest trzecim filmem animowanym, który został nominowanym w kategorii najlepszy film. W 1992 roku nominację tę otrzymał również film Piękna i Bestia. O nagrodę w tej kategorii obok Toy Story 3 ubiegały się również filmy Jak wytresować smoka oraz Iluzjonista.
W kategorii filmu nieanglojęzycznego nie było polskiego kandydata − filmu Wszystko, co kocham Jacka Borcucha, który odpadł w preselekcjach. Nominację w tej kategorii otrzymało za to pięć innych filmów: meksykański Biutiful Alejandra Gonzáleza Iñárritu, grecki Kieł Jorgosa Lantimosa, duński W lepszym świecie Susanne Bier (film otrzymał również Złoty Glob dla najlepszego filmu zagranicznego), kanadyjskie Pogorzelisko Denisa Villeneuve’a oraz algierski Ponad prawem Rachida Bouchareba.

### Artyści
Szóstą nominację do nagrody otrzymał Jeff Bridges. Zeszłoroczny laureat Oscara dla najlepszego aktora pierwszoplanowego za film Szalone serce, otrzymał nominację w tej samej kategorii, za rolę w filmie Prawdziwe męstwo. Tenże film jest remakiem filmu pod tym samym tytułem z 1969 roku, w którym główną rolę zagrał John Wayne. Wayne za swoją rolę otrzymał Oscara dla najlepszego aktora pierwszoplanowego. Drugą nominację do Oscara otrzymał Colin Firth, który wystąpił w biograficznym Jak zostać królem. Firth był nominowany w tej kategorii przed rokiem, za rolę w obrazie Samotny mężczyzna, jednak przegrał rywalizację z Bridgesem. Trzecią nominację do nagrody otrzymał Javier Bardem, hiszpański aktor, który zagrał główną rolę w obrazie Biutiful. Bardem, otrzymał drugą nominację w kategorii najlepszy aktor pierwszoplanowy (pierwsza była za rolę w filmie Zanim zapadnie noc w 2000 roku), natomiast aktor jest już laureatem Oscara dla najlepszego aktora drugoplanowego za rolę w filmie To nie jest kraj dla starych ludzi w 2007 roku. Piątkę nominowanych zamykają Jesse Eisenberg i jego rola w filmie The Social Network (pierwsza nominacja dla tego aktora do Oscara) oraz James Franco, gospodarz ceremonii, który swoją pierwszą nominację otrzymał za rolę w filmie 127 godzin.
W kategorii najlepszego aktora drugoplanowego nominowany został Geoffrey Rush, laureat Oscara dla najlepszego aktora pierwszoplanowego za rolę w filmie Blask w 1996 roku. Rush otrzymał nominację za rolę w filmie Jak zostać królem. Drugą nominację do nagrody otrzymał Jeremy Renner, który wystąpił w filmie Miasto złodziei. Nominowany był przed rokiem w kategorii najlepszego aktora pierwszoplanowego za rolę w dramacie The Hurt Locker. W pułapce wojny. Piątkę nominowanych uzupełniają: Christian Bale i jego rola w filmie Fighter, John Hawkes, który wystąpił w Do szpiku kości oraz Mark Ruffalo za rolę w obrazie Wszystko w porządku. Dla całej trójki jest to pierwsza nominacja do Oscara.
Trzecią nominację do Oscara dla najlepszej aktorki pierwszoplanowej otrzymała Annette Bening, która była już czterokrotnie nominowana do Oscara (trzy razy za role pierwszoplanowe i raz za drugoplanową) jednak nagrody nigdy nie otrzymała (dwa razy przegrała z Hilary Swank). Bening nominację otrzymała za rolę w filmie Wszystko w porządku. Trzecią nominację natomiast otrzymała Nicole Kidman, która wystąpiła w filmie Między światami. Kidman jest już laureatką tej nagrody w 2002 roku, za rolę w filmie Godziny. Pierwszą nominację w tej kategorii (ale drugą do Oscara), otrzymała tegoroczna faworytka kategorii Natalie Portman, która zagrała w filmie Czarny łabędź. Również Michelle Williams otrzymała swoją pierwszą nominację w kategorii najlepsza aktorka pierwszoplanowa, za rolę w dramacie Blue Valentine (w 2004 roku Williams została nominowana za drugoplanową rolę w Tajemnica Brokeback Mountain). Piątkę nominowanych zamyka Jennifer Lawrence i jej rola w dramacie Do szpiku kości. Dla aktorki jest to pierwsza nominacja do Oscara.
Trzecią nominację w kategorii najlepszej aktorki drugoplanowej otrzymała Amy Adams, która wcześniej nominowana była za role w filmach Świetlik (2005) i Wątpliwość (2008). W tym roku nominację otrzymała za rolę w filmie Fighter. Również za drugoplanową rolę w tym filmie, nominację otrzymała Melissa Leo; aktorka była nominowana przed dwoma laty za rolę pierwszoplanową w filmie Rzeka ocalenia. Drugą nominację do Oscara otrzymała Brytyjka Helena Bonham Carter, która wystąpiła w filmie Jak zostać królem (Bonham Carter była wcześniej nominowana w 1997 roku za pierwszoplanową rolę w obrazie Miłość i śmierć w Wenecji). Piątkę nominowanych w tej kategorii zamykają: Australijka Jacki Weaver, która wystąpiła w filmie Królestwo zwierząt oraz czternastoletnia Hailee Steinfeld, która zadebiutowała na dużym ekranie filmem Prawdziwe męstwo. Dla obu nominowanych są to pierwsze nominacje do Oscara.
Nominację za najlepszą reżyserię otrzymali po raz trzeci bracia Coen (właściwie to Joel Coen, gdyż Ethan nie otrzymał nominacji za reżyserię filmu Fargo w 1996 roku). Bracia Coenowie tegoroczną nominację otrzymali za film Prawdziwe męstwo (nominowani zostali również jako producenci najlepszego filmu i scenarzyści najlepszego scenariusza adaptowanego). Drugą nominację do Oscara otrzymał reżyser filmu The Social Network David Fincher, który nominację otrzymał w tej kategorii dwa lata wcześniej za film Ciekawy przypadek Benjamina Buttona. Piątkę nominowanych zamykają: Darren Aronofsky za film Czarny łabędź, Tom Hooper za reżyserię filmu Jak zostać królem oraz David O. Russell za film Fighter. Dla całej trójki są to pierwsze nominacje do Oscara. O nagrodę za najlepszą reżyserię nie powalczył Christopher Nolan, reżyser filmu Incepcja.

## Nagrody

### Filmy
Największą liczbę nagród otrzymały filmy Jak zostać królem oraz Incepcja. Oba obrazy zostały nagrodzone czterema statuetkami Oscarów. Z dwunastu nominacji film Toma Hoopera został wyróżniony czterema Oscarami w głównych kategoriach, czyli dla najlepszego filmu, za najlepszą reżyserię, najlepszy scenariusz oryginalny i dla najlepszego aktora pierwszoplanowego. Natomiast wysokobudżetowa produkcja Christophera Nolana, Incepcja z ośmiu nominacji, zdobyła również cztery statuetki za najlepsze zdjęcia, najlepszy dźwięk, najlepszy montaż dźwięku i efekty specjalne.
Z ośmiu nominacji dla The Social Network film wyróżniono trzema − za najlepszy scenariusz adaptowany, najlepszy montaż i najlepszą muzykę.
Rok 2010 w filmie jest dobrym punktem w historii Walt Disney Pictures, gdyż po raz pierwszy film live action tej wytwórni zdobył więcej, niż jedną statuetkę. Filmem tym jest Alicja w Krainie Czarów nominowana do trzech nagród, wyróżniona za najlepsze kostiumy oraz scenografię i dekorację wnętrz. Również Toy Story 3 od Pixara nominowany do pięciu nagród (m.in. za najlepszy film) otrzymał dwie statuetki − za najlepszy film animowany (czwarta z rzędu statuetka w tej kategorii dla Pixara) i najlepszą piosenkę.
Dwa Oscary zostały wręczone również dla aktorów filmu Fighter, biograficznego dramatu sportowego, który został wyróżniony siedmioma nominacjami. Statuetki te wręczono dla najlepszego aktora drugoplanowego i najlepszej aktorki drugoplanowej.
Największym przegranym 83. ceremonii wręczenia Oscarów z pewnością jest western dramatyczny braci Coen Prawdziwe męstwo, który z dziesięciu nominacji nie otrzymał żadnej statuetki.
Najlepszym filmem nieanglojęzycznym okazała się duńska produkcja W lepszym świecie w reżyserii Susanne Bier.

### Artyści
Statuetkę Oscara dla najlepszego aktora pierwszoplanowego odebrał Colin Firth za rolę jąkającego się króla Jerzego VI w filmie Jak zostać królem. Nagrodę Akademii dla najlepszej aktorki pierwszoplanowej otrzymała Natalie Portman za rolę baletnicy Niny Sayers w thrillerze psychologicznym Czarny łabędź. Dla Colina Firtha jak i dla Natalie Portman przyznane na 83. oscarowej gali nagrody są ich pierwszymi otrzymanymi statuetkami Oscarów w karierze.
Nagrodę Oscara dla najlepszego aktora drugoplanowego wręczono Christianowi Bale’owi, natomiast najlepszą aktorkę drugoplanową uznano Melissę Leo. Oboje aktorów statuetki otrzymali za role w filmie Fighter. Podczas odbierania nagrody z rąk Kirka Douglasa, przejęta Melissa Leo przeklnęła. Aktorka przeprosiła za swój czyn, jednakże komentatorzy uznali to za jedną z najszczerszych reakcji podczas tegorocznej gali wręczenia nagród.
Najlepszym reżyser uznano Toma Hoopera, który wyreżyserował film Jak zostać królem. Jest to pierwszy Oscar w karierze brytyjskiego reżysera.

## Laureaci i nominowani

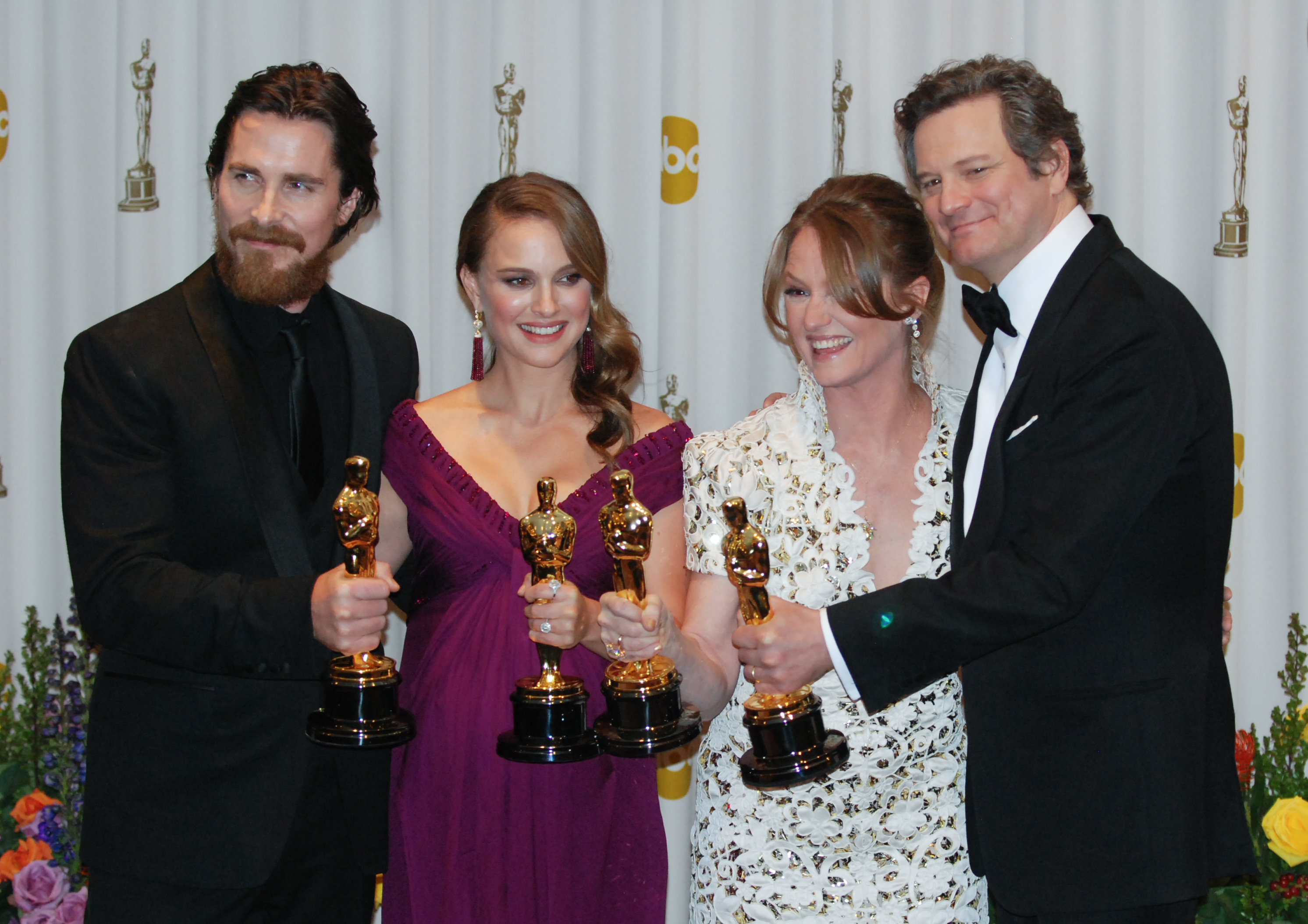
Czwórka nagrodzonych aktorów, od lewej: Christian Bale, Natalie Portman, Melissa Leo oraz Colin Firth z Oscarami za role pierwszo- i drugoplanowe

Tom Hooper, nagrodzony za reżyserię filmu Jak zostać królem, wraz z wręczającą mu nagrodę Kathryn Bigelow, pierwszą kobietą, która otrzymała Oscara w kategorii najlepsza reżyseria

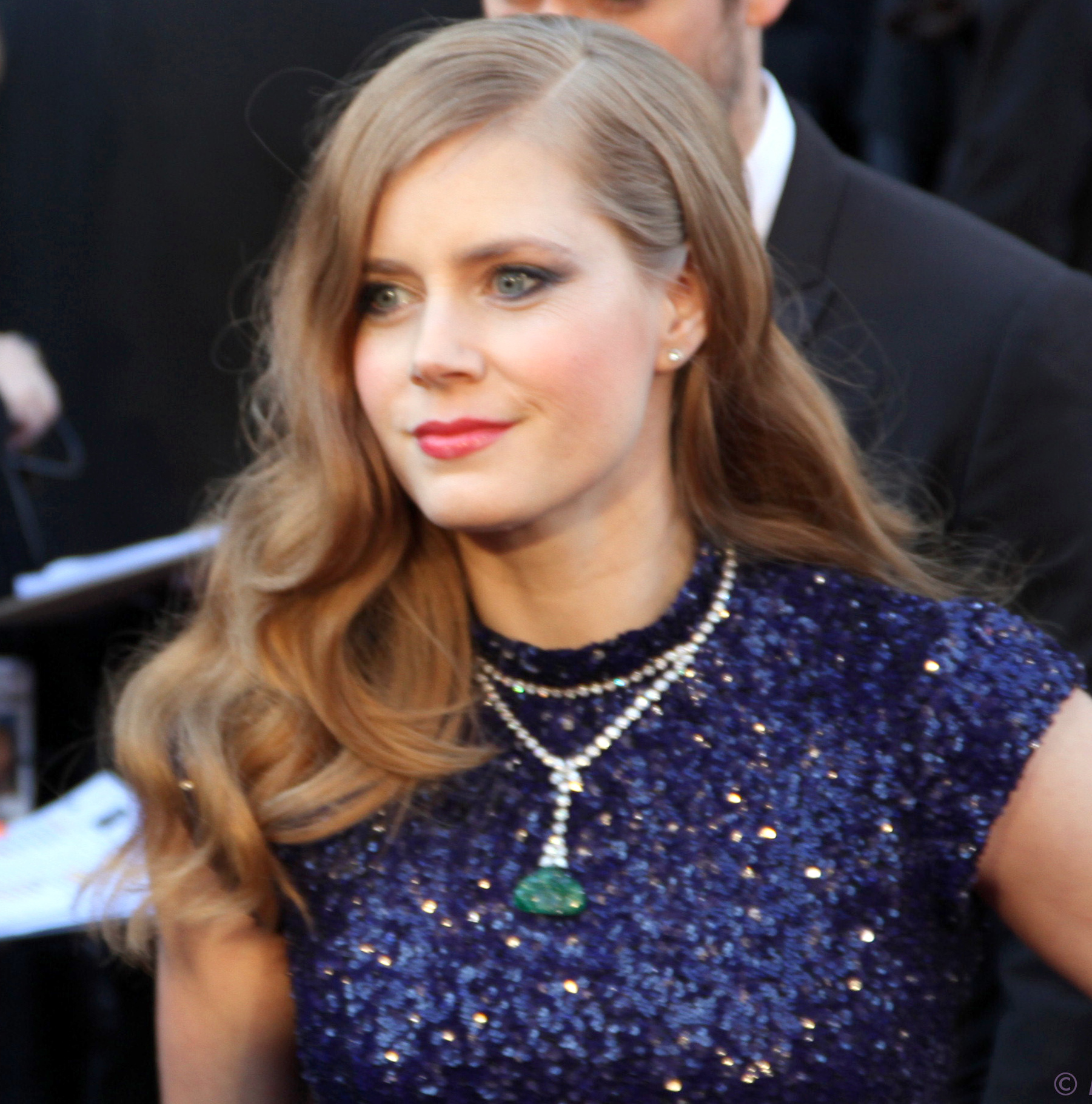
Amy Adams, nominowana za drugoplanową rolę w filmie Fighter

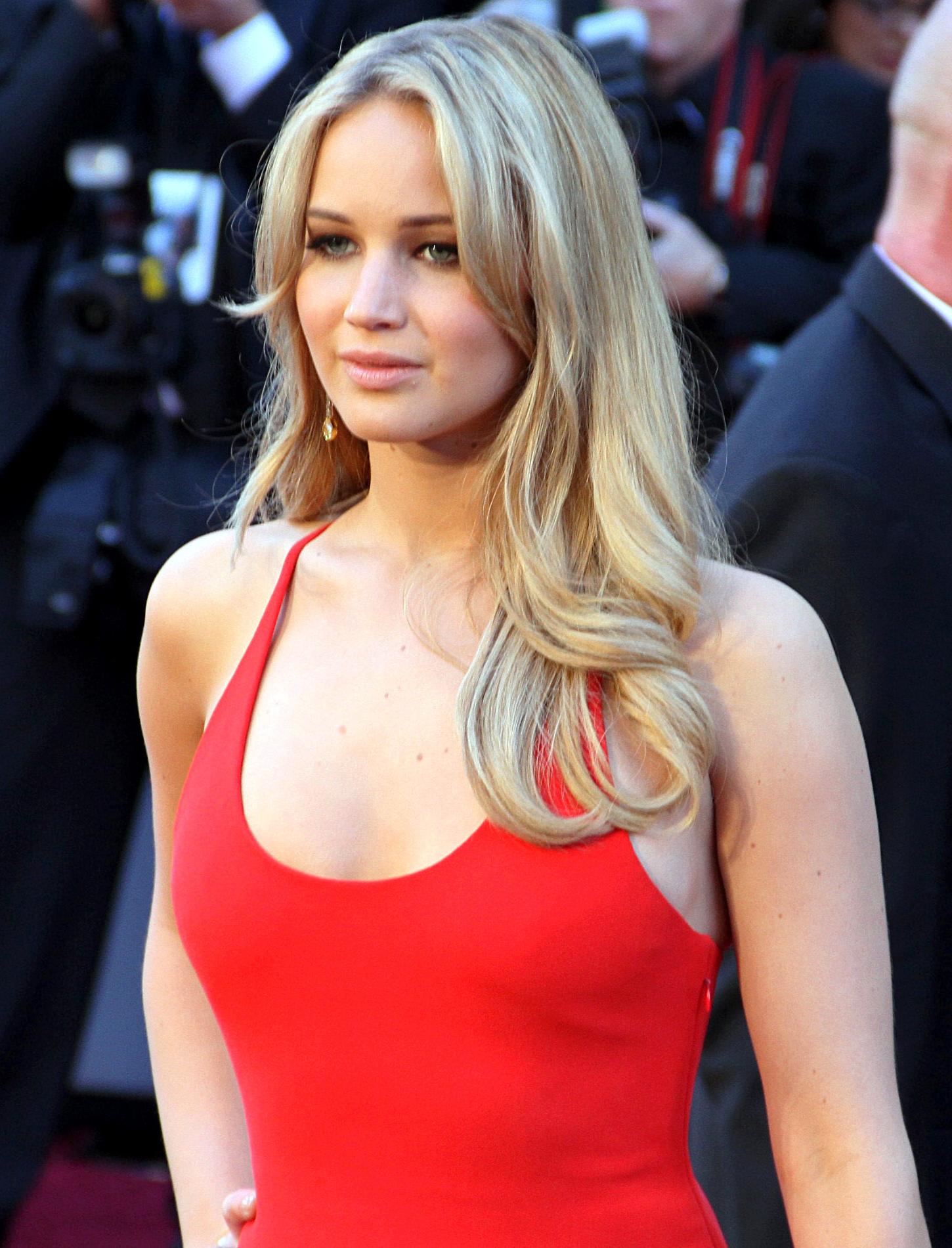
Aktorka Jennifer Lawrence, nominowana za pierwszoplanową rolę w filmie Do szpiku kości

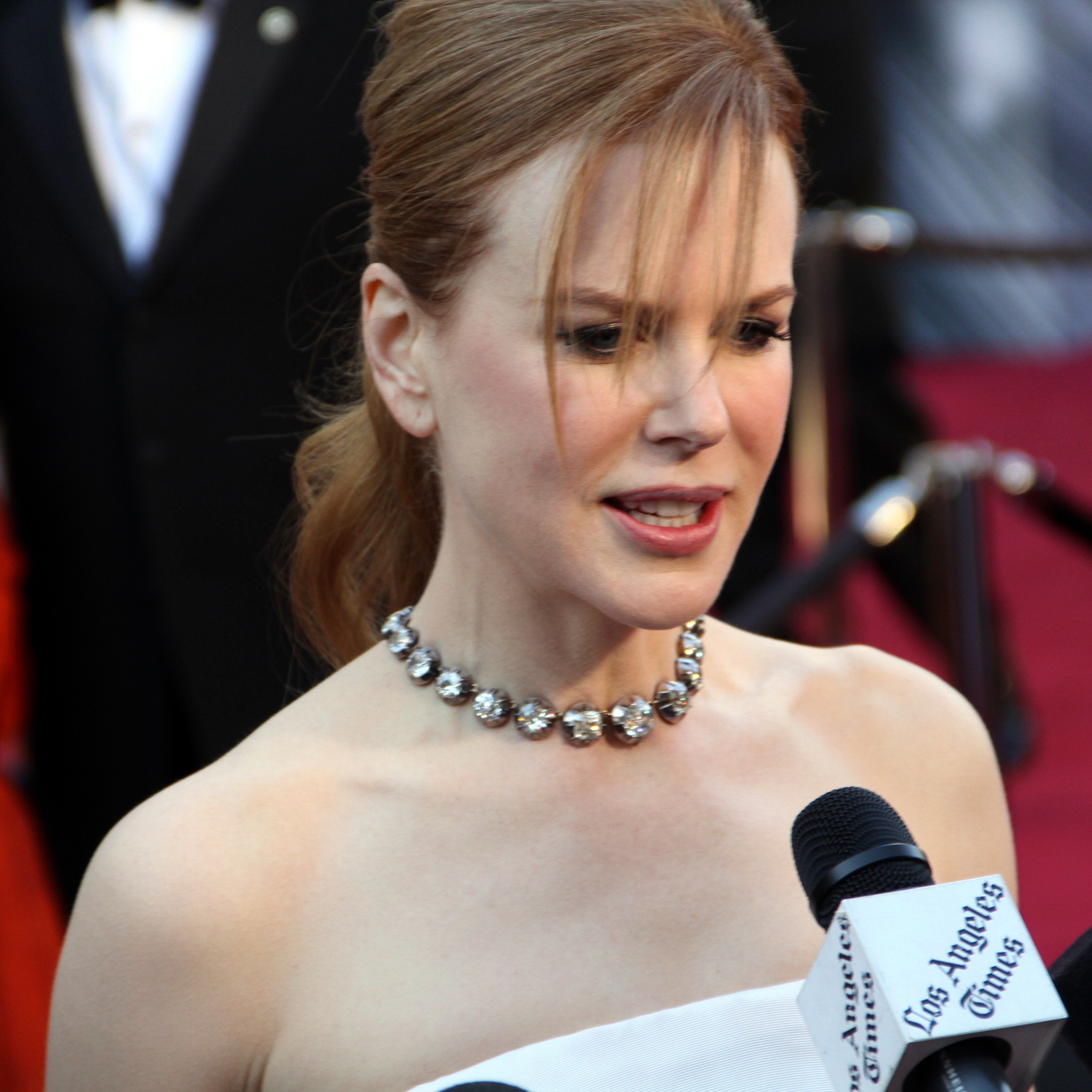
Nicole Kidman, nominowana za rolę w filmie Między światami

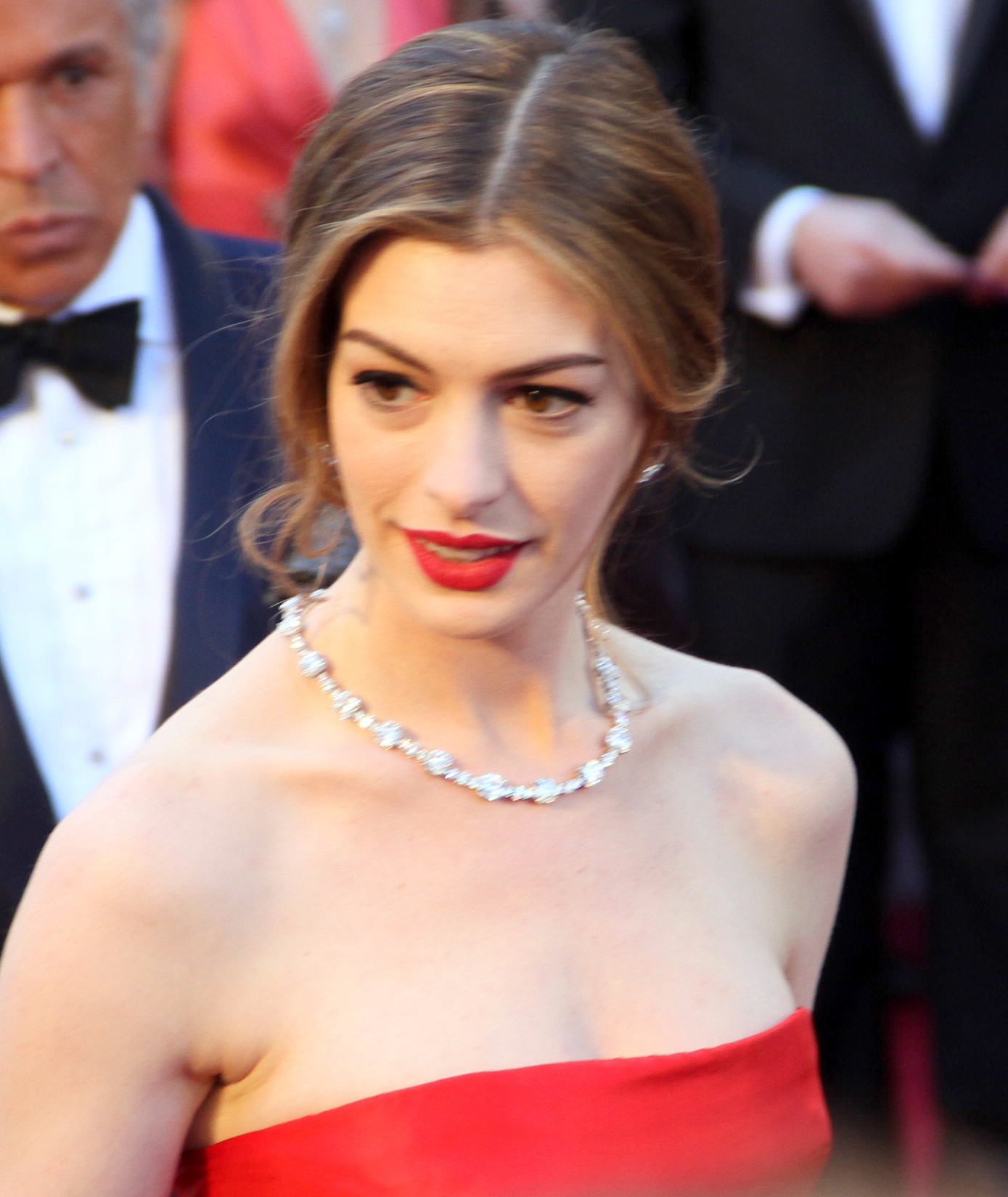
Anne Hathaway, która wraz z Jamesem Franco poprowadziła tegoroczną galę wręczenia nagród

Laureaci nagród wyróżnieni są wytłuszczeniem

### Najlepszy film
- Iain Canning, Emile Sherman i Gareth Unwin − Jak zostać królem
  - Christian Colson, Danny Boyle i John Smithson − 127 godzin
  - Mike Medavoy, Brian Oliver i Scott Franklin − Czarny łabędź
  - Anne Rosellini i Alix Madigan − Do szpiku kości
  - David Hoberman, Todd Lieberman i Mark Wahlberg − Fighter
  - Emma Thomas i Christopher Nolan − Incepcja
  - Scott Rudin, Joel i Ethan Coenowie − Prawdziwe męstwo
  - Gary Gilbert, Jeffrey Levy-Hinte i Celine Rattray − Wszystko w porządku
  - Scott Rudin, Dana Brunetti, Michael De Luca i Ceán Chaffin − The Social Network
  - Darla K. Anderson − Toy Story 3

### Najlepszy film nieanglojęzyczny
- Dania • Susanne Bier − W lepszym świecie
  -  Meksyk • Alejandro González Iñárritu − Biutiful
  -  Grecja • Jorgos Lantimos − Kieł
  -  Kanada • Denis Villeneuve − Pogorzelisko
  -  Algieria • Rachid Bouchareb − Ponad prawem

### Najlepszy reżyser
- Tom Hooper − Jak zostać królem
  - Darren Aronofsky − Czarny łabędź
  - Joel i Ethan Coenowie − Prawdziwe męstwo
  - David Fincher − The Social Network
  - David O. Russell − Fighter

### Najlepszy scenariusz oryginalny
- David Seidler − Jak zostać królem
  - Mike Leigh − Kolejny rok
  - Scott Silver (scenariusz), Paul Tamasy (scenariusz, historia), Eric Johnson (scenariusz, historia) i Keith Dorrington (historia) − Fighter
  - Christopher Nolan − Incepcja
  - Lisa Cholodenko i Stuart Blumberg − Wszystko w porządku

### Najlepszy scenariusz adaptowany
- Aaron Sorkin − The Social Network
  - Danny Boyle i Simon Beaufoy − 127 godzin
  - Debra Granik i Anne Rosellini − Do szpiku kości
  - Joel i Ethan Coenowie − Prawdziwe męstwo
  - Michael Arndt (scenariusz), John Lasseter, Andrew Stanton i Lee Unkrich (historia) − Toy Story 3

### Najlepszy aktor pierwszoplanowy
- Colin Firth − Jak zostać królem
  - Javier Bardem − Biutiful
  - Jeff Bridges − Prawdziwe męstwo
  - Jesse Eisenberg − The Social Network
  - James Franco − 127 godzin

### Najlepsza aktorka pierwszoplanowa
- Natalie Portman − Czarny łabędź
  - Annette Bening − Wszystko w porządku
  - Nicole Kidman − Między światami
  - Jennifer Lawrence − Do szpiku kości
  - Michelle Williams − Blue Valentine

### Najlepszy aktor drugoplanowy
- Christian Bale − Fighter
  - John Hawkes − Do szpiku kości
  - Jeremy Renner − Miasto złodziei
  - Mark Ruffalo − Wszystko w porządku
  - Geoffrey Rush − Jak zostać królem

### Najlepsza aktorka drugoplanowa
- Melissa Leo − Fighter
  - Amy Adams − Fighter
  - Helena Bonham Carter − Jak zostać królem
  - Hailee Steinfeld − Prawdziwe męstwo
  - Jacki Weaver − Królestwo zwierząt

### Najlepsza muzyka
- Trent Reznor i Atticus Ross − The Social Network
  - A.R. Rahman − 127 godzin
  - John Powell − Jak wytresować smoka
  - Hans Zimmer − Incepcja
  - Alexandre Desplat − Jak zostać królem

### Najlepsza piosenka
- We Belong Together z filmu Toy Story 3 − muzyka i słowa: Randy Newman
  - If Rise z filmu 127 godzin − muzyka: A.R. Rahman; słowa: Rollo Armstrong i Dido
  - Coming Home z filmu Country Strong − muzyka i słowa: Bob DiPiero, Tom Douglas, Hillary Lindsey i Troy Verges
  - I See the Light z filmu Zaplątani − muzyka: Alan Menken; słowa: Glenn Slater

### Najlepsze zdjęcia
- Wally Pfister − Incepcja
  - Matthew Libatique − Czarny łabędź
  - Danny Cohen − Jak zostać królem
  - Jeff Cronenweth − The Social Network
  - Roger Deakins − Prawdziwe męstwo

### Najlepsza scenografia i dekoracja wnętrz
- Robert Stromberg (scenografia) i Karen O’Hara (dekoracja wnętrz) − Alicja w Krainie Czarów
  - Stuart Craig (scenografia) i  Stephenie McMillan (dekoracja wnętrz) − Harry Potter i Insygnia Śmierci: Część I
  - Guy Hendrix Dyas (scenografia), Larry Dias i Doug Mowat (dekoracja wnętrz) − Incepcja
  - Eve Stewart (scenografia) i Judy Farr (dekoracja wnętrz) − Jak zostać królem
  - Jess Gonchor (scenografia) i Nancy Haigh (dekoracja wnętrz) − Prawdziwe męstwo

### Najlepsze kostiumy
- Colleen Atwood − Alicja w Krainie Czarów
  - Antonella Cannarozzi − Jestem miłością
  - Jenny Beavan − Jak zostać królem
  - Sandy Powell − Burza
  - Mary Zophres − Prawdziwe męstwo

### Najlepsza charakteryzacja
- Rick Baker i Dave Elsey − Wilkołak
  - Adrien Morot − Świat według Barneya
  - Edouard F. Henriques, Gregory Funk i Yolanda Toussieng − Niepokonani

### Najlepszy montaż
- Kirk Baxter i Angus Wall − The Social Network
  - Jon Harris − 127 godzin
  - Andrew Weisblum − Czarny łabędź
  - Pamela Martin − Fighter
  - Tariq Anwar − Jak zostać królem

### Najlepszy montaż dźwięku
- Richard King − Incepcja
  - Tom Myers i Michael Silvers − Toy Story 3
  - Mark P. Stoeckinger − Niepowstrzymany
  - Skip Lievsay i Craig Berkey − Prawdziwe męstwo
  - Gwendolyn Yates Whittle i Addison Teague − Tron: Dziedzictwo

### Najlepszy dźwięk
- Lora Hirschberg, Gary A. Rizzo i Ed Novick − Incepcja
  - Paul Hamblin, Martin Jensen i John Midgley − Jak zostać królem
  - Jeffrey J. Haboush, Greg P. Russell, Scott Millan i William Sarokin − Salt
  - Ren Klyce, David Parker, Michael Semanick i Mark Weingarten − The Social Network
  - Skip Lievsay, Craig Berkey, Greg Orloff i Peter F. Kurland − Prawdziwe męstwo

### Najlepsze efekty specjalne
- Paul Franklin, Chris Corbould, Andrew Lockley i Peter Bebb − Incepcja
  - Ken Ralston, David Schaub, Carey Villegas i Sean Phillips − Alicja w Krainie Czarów
  - Tim Burke, John Richardson, Christian Manz i Nicolas Aithadi − Harry Potter i Insygnia Śmierci: Część I
  - Michael Owens, Bryan Grill, Stephan Trojanski i Joe Farrell − Medium
  - Janek Sirrs, Ben Snow, Ged Wright i Daniel Sudick − Iron Man 2

### Najlepszy długometrażowy film animowany
- Lee Unkrich − Toy Story 3
  - Sylvain Chomet − Iluzjonista
  - Chris Sanders i Dean DeBlois − Jak wytresować smoka

### Najlepszy krótkometrażowy film animowany
- Shaun Tan i Andrew Ruhemann − Zagubiona rzecz
  - Teddy Newton − Noc i Dzień
  - Geefwee Boedoe − Let’s Pollute
  - Bastien Dubois − Madagaskar, dziennik z podróży
  - Jakob Schuh i Max Lang − Grufołak

### Najlepszy długometrażowy film dokumentalny
- Charles Ferguson i Audrey Marrs − Inside Job
  - Josh Fox i Trish Adlesic − Kraj gazem płynący
  - Tim Hetherington i Sebastian Junger − Wojna Restrepo
  - Lucy Walker i Angus Aynsley − Śmietnisko
  - Banksy i Jaimie D’Cruz − Wyjście przez sklep z pamiątkami

### Najlepszy krótkometrażowy film dokumentalny
- Karen Goodman i Kirk Simon − Strangers No More
  - Jed Rothstein − Killing in the Name
  - Sara Nesson − Poster Girl
  - Jennifer Redfearn i Tim Metzger − Sun Come Up
  - Ruby Yang i Thomas Lennon − The Warriors of Qiugang

### Najlepszy krótkometrażowy film aktorski
- Luke Matheny − Bożek miłości
  - Tanel Toom − The Confession
  - Michael Creagh − The Crush
  - Ivan Goldschmidt − Na Wewe
  - Ian Barnes i Samantha Waite − Wish 143

## Podsumowanie wyróżnień
Liczba nominacji
(Ograniczenie do dwóch nominacji)
12: Jak zostać królem
10: Prawdziwe męstwo
8: Incepcja, The Social Network
7: Fighter
6: 127 godzin
5: Czarny łabędź, Toy Story 3
4: Wszystko w porządku, Do szpiku kości
3: Alicja w Krainie Czarów
2: Biutiful, Jak wytresować smoka, Harry Potter i Insygnia Śmierci: Część I
Liczba nagród
(Ograniczenie do dwóch nagród)
4: Incepcja, Jak zostać królem
3: The Social Network
2: Alicja w Krainie Czarów, Fighter, Toy Story 3

## Nagrody specjalne
Po raz drugi Oscary honorowe zostały wręczone na oddzielnej ceremonii zwanej governor’s Awards. Tym razem odbyło się to jednak znacznie wcześniej − 14 listopada 2010 roku. 3 honorowe statuetki Oscara otrzymali Jean-Luc Godard, Eli Wallach i Kevin Brownlow. Nagroda im. Irvinga G. Thalberga została wręczona Francisowi Fordowi Coppoli.
Oscary honorowe i specjalne
- Jean-Luc Godard − za całokształt osiągnięć jako reżyser
- Eli Wallach − za całokształt pracy aktorskiej
- Kevin Brownlow − za całokształt pracy jako dokumentalista i historyk kina

Nagroda im. Irvinga G. Thalberga
- Francis Ford Coppola

## Prezenterzy nagród i nominacji, oraz wykonawcy
| Imię i nazwisko                          | Wręczenie nagrody za: |
| ---------------------------------------- | --- |
| Tom Kane                                 | Spiker zapowiadający 83. ceremonię wręczenia nagród                                                                          |
| Tom Hanks                                | Najlepsza scenografia i dekoracja wnętrz, Najlepsze zdjęcia                                                                  |
| Kirk Douglas                             | Najlepsza aktorka drugoplanowa                                                                                               |
| Justin Timberlake i Mila Kunis           | Najlepszy krótkometrażowy film animowany, Najlepszy długometrażowy film animowany                                            |
| Josh Brolin i Javier Bardem              | Najlepszy scenariusz adaptowany                                                                                              |
| Russell Brand i Helen Mirren             | Najlepszy film nieanglojęzyczny                                                                                              |
| Reese Witherspoon                        | Najlepszy aktor drugoplanowy                                                                                                 |
| Nicole Kidman i Hugh Jackman             | Najlepsza muzyka |
| Scarlett Johansson i Matthew McConaughey | Najlepszy montaż dźwięku, Najlepszy dźwięk                                                                                   |
| Marisa Tomei                             | Prezentacja spotu wręczenia nagród technicznych                                                                              |
| Cate Blanchett                           | Najlepsza charakteryzacja, Najlepsze kostiumy                                                                                |
| Kevin Spacey                             | Prezentacja specjalnego filmu „Movie Music I Remember” Zapowiedź wykonania piosenek „We Belong Together” i „I See the Light” |
| Amy Adams i Jake Gyllenhaal              | Najlepszy krótkometrażowy film dokumentalny, Najlepszy krótkometrażowy film aktorski                                         |
| Oprah Winfrey                            | Najlepszy długometrażowy film dokumentalny                                                                                   |
| Jude Law i Robert Downey Jr.             | Najlepsze efekty specjalne, Najlepszy montaż                                                                                 |
| Jennifer Hudson                          | Zapowiedź wykonania piosenek „If I Rise” i „Coming Home” Najlepsza piosenka                                                  |
| Halle Berry                              | Wspomnienie Leny Horne |
| Hilary Swank i Kathryn Bigelow           | Najlepszy reżyser |
| Annette Bening                           | Prezentacja spotu wręczenia nagród Honorowych i nagrody im. Irvinga G. Thalberga                                             |
| Jeff Bridges                             | Najlepsza aktorka pierwszoplanowa                                                                                            |
| Sandra Bullock                           | Najlepszy aktor pierwszoplanowy                                                                                              |
| Steven Spielberg                         | Najlepszy film |
| Wykonawcy                                | |
| William Ross                             | Aranżer i dyrygent orkiestry                                                                                                 |
| Anne Hathaway                            | Wykonanie piosenki „On My Own”                                                                                               |
| Randy Newman                             | Wykonanie piosenki „We Belong Together”                                                                                      |
| Alan Menken, Mandy Moore, Zachary Levi   | Wykonanie piosenki „I See the Light”                                                                                         |
| A.R. Rahman i Florence Welch             | Wykonanie piosenki „If I Rise”                                                                                               |
| Gwyneth Paltrow                          | Wykonanie piosenki „Coming Home”                                                                                             |
| Céline Dion                              | Wykonanie piosenki „Smile” w hołdzie In memoriam                                                                             |
| Chór PS22                                | Wykonanie piosenki „Over the Rainbow”                                                                                        |